# Taenaris pseudomacrops
Taenaris pseudomacrops är en fjärilsart som beskrevs av Rothschild 1915. Taenaris pseudomacrops ingår i släktet Taenaris och familjen praktfjärilar. Inga underarter finns listade i Catalogue of Life.